# Pidoplitchkoviella terricola
Pidoplitchkoviella terricola är en svampart som beskrevs av Kiril. 1975. Pidoplitchkoviella terricola ingår i släktet Pidoplitchkoviella, ordningen kolkärnsvampar, klassen Sordariomycetes, divisionen sporsäcksvampar och riket svampar.   Inga underarter finns listade i Catalogue of Life.